# Іхтіар ад-Дін Газі-шах
Іхтіар ад-Дін Газі-шах (перс. اختیار الدین غازی شاه; д/н—1352) — 2-й султан Сонаргаону (Східна Бенгалія) у 1349—1352 роках.

## Життєпис
Походив з тюркської династія Карауна. Син Фахр ад-Діна Мубарак-шаха. Посів трон 1349 року. Невдовзі проти нього виступив Ільяс-шах, султан Сатгаону. Боротьба була запклої, але її перебіг достеменно невідомий. Цим скористався Мін Хті, араканський правитель Ланггьєту, що відвоював порт Читтагонг.
1352 року в битві біля Сонаргаону Іхтіар ад-Дін Газі-шах зазнав нищівної поразки та загинув. Його володіння захопив Ільяс-шах, який об'єднав Бенгалію.